# CBS News (cadena de televisión)
CBSN es un canal de noticias en línea, operado por las divisiones CBS News y Paramount Streaming de Paramount Global, el cual fue lanzado el 6 de noviembre de 2014 a fin de proporcionar noticias mundiales en vivo. La programación de CBSN está diseñada principalmente como un servicio orientado a los usuarios en línea, por lo cual se distribuye únicamente a través del sitio web cbsnews.com, en aplicaciones móviles y aplicaciones para dispositivos reproductores de medios digitales como Amazon Fire TV, Apple TV y Roku, en lugar de plataformas tradicionales de televisión y transmisión. Desde el 21 de septiembre de 2015, algunos segmentos de CBSN son retransmitidos por la cadena de televisión generalista CBS como parte de CBS Overnight News.
El servicio incluye principalmente contenido de CBS News, junto a programación original de CBS, junto con una cobertura permanente de noticias de última hora y eventos en vivo. CBSN también sirve como canal de transición, al transmitir algunos programas de noticias de la cadena principal CBS, pero con un pequeño retraso. CBSN está orientado principalmente al público más joven, con un formato que permite a los espectadores verlo como una transmisión lineal en vivo, o ver los segmentos de su interés, on demand.
Se puede ver gratis a través de Pluto TV.

## Historia
Rumores de que CBS News estaba preparando un nuevo servicio de noticias en línea las 24 horas del día, fueron reportados por primera vez en BuzzFeed, en octubre de 2013, y luego confirmados por un portavoz de la propia CBS, quien declaró que la compañía estaba buscando «socios» para este servicio. Los informes iniciales sugirieron que este servicio consistiría en un canal de transmisión permanente on line, así como una multiplataforma, con contenido de video de todas las producciones de CBS News, junto con contenido exclusivo en línea. El periódico neoyorquino The New York Times comparó el formato rumoreado al de una estación de radio sólo noticias, combinando contenido de videos pregrabados sobre noticias de actualidad así como noticias en vivo. El 15 de mayo de 2014, la directora ejecutiva de CBS Corporation, Leslie Moonves, confirmó en una entrevista con Bloomberg Television que la compañía estaba trabajando en el lanzamiento del servicio, describiéndolo como una «alternativa emocionante a las noticias por cable », agregando que «hay tanta información que recibimos todos los días que no cabe en un noticiero de 22 minutos a las 6:30, o en el programa de CBS de la mañana ».
En octubre de 2014, Capital New York informó que CBS había solicitado recientemente el registro de varias marcas comerciales relacionadas con el nombre «CBSN», como eventual nombre del servicio. También informó que el contenido del nuevo canal se discutiría en una reunión de la sala de redacción de CBS News, y que su interfaz consistiría en un reproductor de video con una barra lateral de una lista de reproducción, y presentaría integración con redes sociales. El 5 de noviembre de 2014, durante una conferencia Re/code en Dublín, el presidente de CBS Interactive, Jim Lanzone, anunció que el servicio se lanzaría oficialmente el 6 de noviembre de 2014. El presidente de CBS News, David Rhodes, explicó que CBSN no estaba diseñado para competir directamente con los medios tradicionales de televisión de pago, sino para «crear algo nativo para dispositivos conectados», como teléfonos inteligentes, tabletas y reproductores de medios digitales.
También se hizo hincapié en apuntar a los espectadores más jóvenes, particularmente aquellos que están en lugares con poco o ningún acceso a la televisión, o aquellos que no se suscriben para nada a la televisión de pago. A diferencia de CNNGo, un servicio de TV Everywhere con un formato similar al presentado por CNN. CBSN desde el comienzo está disponible gratuitamente sin cargo, y no requiere que los usuarios se suscriban a un proveedor de televisión paga. Rhodes argumentó que exigir suscripción dificultaría el acceso de la audiencia del servicio. CBSN utiliza cortes comerciales similares a un canal de televisión convencional; Amazon.com y Microsoft estuvieron entre los primeros anunciantes del nuevo servicio.

## CBSN Local
Tras los exitosos lanzamientos de CBSN y otros servicios de transmisión, CBS creó versiones locales y directas con el usuario de CBSN, gestionadas por los centros locales de producción de CBS, con el fin de brindar cobertura a noticias locales y nacionales generadas, por todas las estaciones de televisión de CBS, las 24 horas del día, los 7 días de la semana. Los servicios locales transmiten la programación general de CBSN, la cual también es utilizada como programación de respaldo durante  la noche y los fines de semana por los centros locales de CBSN, junto con sus transmisiones propias en vivo. Todos los servicios son acompañados por anuncios publicitarios.
Así, Pluto TV, que ya contaba con el servicio principal de CBSN, comenzó a proporcionar CBSN Nueva York y CBSN Los Ángeles, desde el 12 de noviembre de 2019. Los nuevos canales llegaron a los usuarios también como un servicio gratuito, tanto en directo como on demand.
A marzo de 2020, CBSN Local operaba servicios de especializados de transmisión para los siguientes ocho mercados:
| Service          | Launch date              | Notes                                               |
| ---------------- | ------------------------ | --------------------------------------------------- |
| CBSN New York    | 13 de diciembre de 2018  | Programación proporcionada por WCBS-TV y WLNY-TV.   |
| CBSN Los Ángeles | 10 de junio de 2019      | Programación proporcionada por KCBS-TV y KCAL-TV.   |
| CBSN Boston      | 24 de septiembre de 2019 | Programación proporcionada por WBZ-TV and WSBK-TV.  |
| CBSN Bay Area    | 18 de noviembre de 2019  | Programación proporcionada por KPIX-TV y KBCW-TV.   |
| CBSN Minnesota   | 12 de diciembre de 2019  | Programación proporcionada por WCCO-TV.             |
| CBSN Philly      | 30 de enero de 2020      | Programación proporcionada por KYW-TV and WPSG-TV.  |
| CBSN Denver      | 19 de febrero de 2020    | Programación proporcionada por KCNC-TV.             |
| CBSN Pittsburgh  | 5 de marzo de 2020       | Programación proporcionada por KDKA-TV and WPCW-TV. |

## Programación
CBSN emite bloques de noticias en vivo de una hora, de lunes a viernes de 9:00 a 10:00 a. m., de 1:00 a 2:00 p. m. y de 7:00 a 8:00 p. m. ET (hora del Este), que luego se complementa con una «rueda de noticias». El 4 de diciembre de 2017, CBSN comenzó a transmitir la «edición oeste» del noticiero CBS Evening News, de lunes a viernes a las 10:00 p. m. ET, inmediatamente después de su transmisión en directo para la costa oeste. A principios de 2018, Jeff Glor comenzó a insertar aperturas y cierres personalizados de programas para CBSN. La cobertura en vivo de los fines de semana es anunciada como CBS Weekend News, compartiendo título con el programa de noticias de los fines de semana por la noche en la cadena generalista CBS, comenzando el primer boletín de noticias al mediodía ET, con la presentación de Reena Ninan los sábados, y Elaine Quijano los domingos. La cobertura de fin de semana se transmite simultáneamente en la propia cadena CBS, durante las pausas previas a CBS Evening News. Durante algunas horas de la madrugada y los fines de semana, CBS News Radio proporciona actualizaciones de noticias en vivo al inicio de cada hora. A menudo, durante los eventos de noticias de última hora, CBSN también incluye información proporcionada por las estaciones afiliadas locales, más allá de la propia cobertura principal de CBS News. Segmentos pregrabados de CBSN también han sido aprovechados por la programación en línea de CBS News. CBS Weekend News se lanzó en mayo de 2016 para reemplazar las ediciones de fin de semana de CBS Evening News, y esta producción sale al aire con presentadores de CBSN. CBSN también ofrece programas originales que no están disponibles por otros canales, como Red & Blue con Elaine Quijano y The Takeout con Major Garrett. Los informes en vivo, a menudo son seguidos por una discusión posterior adicional con reporteros en el lugar de la noticia, analistas, redactores de noticias y periodistas.

## Presentadores
- Anne-Marie Green – CBS Morning News (de lunes a viernes 5:00 a. m. ET - hora del Este), CBSN AM (de lunes a viernes 7:00 a. m. ET),[21] y de lunes a viernes a las 9:00 a. m. ET
- Vladimir Duthiers – CBSN AM (de lunes a viernes 7:30 a. m. ET),[21] y de lunes a viernes 9:00 a. m. ET
- Tanya Rivero – Lunes 1:00 p. m. ET
- Reena Ninan – Martes a viernes 1:00 p. m. ET, y sábados 12:00 del mediodía ET
- Elaine Quijano – Red & Blue de lunes a jueves 5:00 p. m. ET, lunes a jueves 7:00 p. m. ET, y domingos 12:00 del mediodía ET

## Subsidiaria
El éxito de CBSN llevó a CBS a lanzar CBS Sports HQ, un servicio similar dedicado a las noticias deportivas, el 26 de febrero de 2018. CBS Sports HQ, ofrece boletines de noticias deportivas, avances de partidos, resúmenes y análisis posteriores de los juegos, utilizando material de CBS Sports y sus diversos programas. Este nuevo canal está diseñado como un servicio «complementario» a la programación deportiva que emiten CBS y CBS Sports Network, editada para evitar «canibalizar» la audiencia deportiva de esas cadenas. Este servicio sí está disponible solo por suscripción, y viene incluido en el paquete de programas CBS All Access.